# Mireille Dereboba-Ngaisset
Mireille Dereboba-Ngaisset (ur. 19 maja 1990) – środkowoafrykańska lekkoatletka.
Wzięła udział w igrzyskach olimpijskich w 2008, na których wystartowała w biegu na 800 m. Została zdyskwalifikowana w eliminacjach. Na igrzyskach była chorążym środkowoafrykańskiej kadry. Jest także najmłodszym olimpijczykiem z Republiki Środkowoafrykańskiej.